# Dincase
Dincase o scoglio Dingach (in croato Dingački Školj) è uno scoglio della Dalmazia meridionale, in Croazia, adiacente alla penisola di Sabbioncello. Amministrativamente appartiene al comune della città di Sabbioncello, nella regione raguseo-narentana.
Dincase ha una superficie di 0,01 m², la costa lunga 0,47 e l'altezza di 9,5 m; è situato vicino alla costa sud-ovest della penisola di Sabbioncello, davanti alla piccola valle Medica (uvala Zaškolj), circa 2,5 km a ovest di porto Testenich (luka Trstenik), detto anche baia di Trestenico o la Giuliana piccola in quanto si trova opposto alla grande baia Giuliana o valle di Giuliana (zaton Žuljana). Anche il villaggio della piccola insenatura si chiama Giuliana Piccola o Trestenizza (Trstenik).
Lo scoglio prende il nome dalla ripida zona costiera che lo sovrasta (Dingač) e dall'omonimo villaggio. La zona è quella di produzione del rinomato vino Dingač prodotto con l'uva Plavac Mali.

### Cartografia
- (HR) Mappa topografica della Croazia 1:25000, su preglednik.arkod.hr. URL consultato il 12 febbraio 2017.